# Canton de Vincennes-Fontenay-Sud
Le canton de Fontenay-sous-Bois-Sud est une ancienne division administrative française située dans le département du Val-de-Marne et la région Île-de-France.
Le canton est supprimé lors du redécoupage cantonal du Val-de-Marne de 1984, et son territoire divisé entre les cantons de Fontenay-sous-Bois-Ouest et de Vincennes-Est.

## Histoire
Le canton est créé par remaniement des cantons de Vincennes-Est (qui est renommé à cette occasion canton de Vincennes-Fontenay-Nord) et de Fontenay-sous-Bois (renommé à cette occasion canton de Fontenay-sous-Bois-Est) par le décret du 20 janvier 1976.
Il est supprimé, ainsi que le canton de Vincennes-Fontenay-Nord par le décret du 24 décembre 1984, afin de permettre de créer le canton de Fontenay-sous-Bois-Ouest et de recréer le canton de Vincennes-Est.

## Administration
| Période | Période | Identité    | Étiquette   | Qualité |
| ------- | ------- | ----------- | ----------- | --- |
| 1970    | 1979    | Jean Clouet | RI puis UDF | Responsable d'organismes du secteur de l'automobile Maire de Vincennes (1971 → 1996) Sénateur du Val-de-Marne (1986 → 2004) Conseiller général de Vincennes-Fontenay-Nord puis de Vincennes-Est (1979 → 1989) |

## Composition
Le canton comprenait « les parties des communes de Vincennes et de Fontenay-sous-Bois délimitées », selon la toponymie du décret de 1976, « par l'axe des voies ci-après : boulevard du 25-Août-1944, rue de Neuilly, rue du Berceau, rue de la Mairie, rue Mauconseil, rue Dalayrac, rue Diderot, rue de La Jarry, rue de la Liberté, avenue des Vorges, rue de Fontenay, rue Raymond-du-Temple, rue Lejemptel, avenue du Château, avenue de Paris ».